# Szekerynci
Szekerynci (ukr. Шекеринці, pol. hist. Siekierzyńce) – wieś na Ukrainie, w obwodzie chmielnickim, w rejonie zasławskim.

## Dwór
- parterowy dwór Jabłonowskich - sadyba z kolekcją obrazów Grottgera, Kossaka, Zarzyckiego, innych[2]